# Cyerce pavonina
Cyerce pavonina is een slakkensoort uit de familie van de Hermaeidae. De wetenschappelijke naam van de soort is voor het eerst geldig gepubliceerd in 1888 door Bergh.